# No Apologies
No Apologies — второй сингл Аланис с альбома 1992 года Now Is the Time. Это первая баллада Мориссетт, выпущенная в качестве сингла. Она получила ротацию на радио и телевидении, но не получила коммерческого выпуска, поэтому продажи альбома Now Is the Time не улучшились. Песня попала на 14-ю строчку канадского чарта.

## Список композиций
1. «No Apologies» (Radio Edit) — 4:32
2. «No Apologies» (Album Version) — 4:58